# Episodi di Golia (seconda stagione)
La seconda stagione della serie televisiva Golia è stata pubblicata negli Stati Uniti il 15 giugno 2018. In Lingua italiana la stagione è disponibile sul canale Amazon prime video dal 15 Giugno 2018.
| nº | Titolo originale | Titolo italiano | Prima TV originale | Prima TV lingua Italiana |
| -- | ---------------- | --------------- | ------------------ | ------------------------ |
| 1  | La Mano          | La Mano         | 15 giugno 2018     | 15 giugno 2018           |
| 2  | Politics         | La politica     | 15 giugno 2018     | 15 giugno 2018           |
| 3  | Fresh Flowers    | Fiori freschi   | 15 giugno 2018     | 15 giugno 2018           |
| 4  | Alo              | Alo             | 15 giugno 2018     | 15 giugno 2018           |
| 5  | Who's Gabriel    | Chi è Gabriel   | 15 giugno 2018     | 15 giugno 2018           |
| 6  | Two Cinderellas  | Due Cenerentole | 15 giugno 2018     | 15 giugno 2018           |
| 7  | Diablo Verde     | Diablo Verde    | 15 giugno 2018     | 15 giugno 2018           |
| 8  | Tongue Tied      | A bocca chiusa  | 15 giugno 2018     | 15 giugno 2018           |

## La Mano
- Titolo originale: La Mano
- Diretto da: Lawrence Trilling
- Scritto da: Ben Myer

### Trama
Dopo la vittoria del caso Larson, Billy McBride è riprecipitato nei suoi vecchi vizi. Oscar Suarez, amico dell'uomo nonché proprietario del bar da lui assiduamente frequentato, chiede il suo aiuto perché il figlio minore Julio è stato arrestato con l'accusa di omicidio. Pur prendendo a cuore la situazione di Oscar, Billy afferma di non essere più un penalista e ritiene che il ragazzo sia egregiamente assistito dall'avvocato d'ufficio. Molti sono preoccupati per la situazione di Billy, a cominciare da Denise che, informata da Marva, sprona il padre a rimettersi in carreggiata. Brittany chiede perdono a Billy per il tradimento che aveva rischiato di fargli perdere il caso Larson, ricevendo dall'ex datore di lavoro gli stipendi attretati come segno di riconciliazione.
Una sera sul pontile Billy è avvicinato da Marisol Silva, giovane e ambiziosa politica che si è candidata a diventare il prossimo sindaco di Los Angeles. Marisol ha messo in cima alla sua agenda la lotta al crimine organizzato, tanto da essersi intestata il merito della recente maxi operazione congiunta di LAPD e DEA che ha portato a sgominare il traffico di droga del famigerato cartello La Mano. Marisol vorrebbe che Billy diventasse l'avvocato difensore di Julio Suarez, poiché il ragazzo fa parte della sua comunità di ragazzi cresciuti nel difficile contesto delle gang e una condanna affievolirebbe le speranze di vittoria elettorale. Iniziando a interessarsi del caso di Julio, Billy chiede al detective Keith Roman di fornirgli il suo fascicolo. Per l'esattezza, un giovane che stava passeggiando con il cane ha testimoniato di aver visto Julio sulla scena del crimine in cui sono morti due ragazzi, l'ispanico Marcos Pena e Hunter Friedman, quest'ultimo un bianco figlio di famiglia benestante che si trovava in periferia per acquistare droga. Le indagini di Billy attirano l'interesse di Danny Loomis, un presunto operatore finanziario che ha forti interessi politici e non vede di buon occhio un'eventuale vittoria di Marisol. Danny ha saputo del coinvolgimento di Billy da Keith, con cui gioca a basket nel tempo libero.
Oscar si appresta a deporre in tribunale per testimoniare che il figlio la sera del doppio omicidio si trovava in casa a studiare musica. Mentre sta andando al bar per mostrare il completo elegante ai suoi dipendenti, Oscar è vittima di una sparatoria.

## La politica
- Titolo originale: Politics
- Diretto da: Lawrence Trilling
- Scritto da: Noelle Valdivia & Tony Saltzman

### Trama
Tredici giorni prima. Hunter Friedman entra nella sede del costruttore Tom Wyatt, in realtà uno dei centri di smistamento della droga del cartello La Mano. Il boss Gabriel Ortega ha impartito l'ordine di eliminare alcuni dei corrieri per proteggere l'anonimato del business. Andato a portare la refurtiva a casa di Marcos Pena, Hunter e il suo amico vengono uccisi da un killer misterioso.
Presente. Billy chiede a Patty di tornare a lavorare insieme per il caso Julio Suarez. La donna accetta, ma a condizione di limitare al massimo i contatti con Brittany che, contrariamente al collega, non ha ancora perdonato. Denise ripulisce l'appartamento del padre dalle bottiglie di alcolici che ha disseminato in ogni dove, sperando che questo lo possa aiutare a tornare lucido per affrontare al meglio la nuova sfida. Il giudice designato per il processo contro Julio è una donna, Martha Wallace, mentre il pubblico ministero è Hakeem Rashad. L'accusa porta una prova schiacciante contro Julio, vale a dire la telecamera installata nelle vicinanze dell'abitazione di Marcos Pena, dove si vede il ragazzo allontanarsi poco dopo il duplice delitto con una pistola allacciata alla cintura. Billy rimprovera Julio per non averlo informato di questa circostanza, ma il ragazzo asserisce di essere innocente e che si era liberato della pistola, gettandola nell'oceano. Inoltre, Julio sostiene di aver visto da lontano il killer di Pena e Friedman, circostanziandolo come un ispanico basso. Billy ne discute con James "JT" Reginald, un amico avvocato che lavora come freelance, chiedendogli di dare un'occhiata in giro.
Tom Wyatt è il consulente della campagna elettorale di Marisol. Una sera, mentre si trovava al centro fitness, Tom è sequestrato da uomini del cartello La Mano che lo mettono in contatto con Ortega. Alterato per il coinvolgimento di Billy McBride, il boss gli ordina di fare in modo che il ragazzo non esca di prigione, continuando inoltre a tenere sotto controllo Marisol. Tom implora la candidata di non immischiarsi più nel caso Julio, facendole capire che dietro queste pressioni c'è il cartello. Marisol scoppia in lacrime, essendo consapevole di aver messo in pericolo diverse persone. Rashad offre a Billy il patteggiamento, facendo scontare a Julio una condanna non eccessivamente lunga per omicidio preterintenzionale. Billy sa già che intende rifiutare, tuttavia in base alla legge è tenuto a informare il cliente della proposta ricevuta. Marisol bussa alla porta di Billy per chiedere il suo aiuto.

## Fiori freschi
- Titolo originale: Fresh Flowers
- Diretto da: Dennie Gordon
- Scritto da: Jennifer Ames, Steve Turner & Marisa Wegrzyn

### Trama
Tre settimane prima. Julio è seduto sull'uscio di casa assieme alla fidanzata Luz, quando all'improvviso si sentono due spari. Accorsi sulla scena, Julio si impossessa della pistola di una delle due vittime.
Presente. JT consegna a Billy l'identikit del probabile assassino, identificato come Tito Garcia. Billy chiede al giudice Wallace di poter raccogliere la deposizione di Tito, senza farlo testimoniare in aula perché c'è il concreto pericolo di fuga. Wallace accoglie l'istanza di Billy, il quale era sicuro di ottenere l'assenso perché ci sono dei trascorsi tra il giudice e JT. Avendo ricevuto ordini dal Messico di non collaborare con Billy, Keith fa di tutto per evitarlo. Patty lo raggiunge alla partita di baseball del figlio, venendo aggredita da Keith che la minaccia di non importunarlo più. Tom si muove immediatamente, facendo arrestare Tito che viene rapidamente estradato in Messico. Stanca di essere perseguitata da Tom, Marisol finisce a letto con Billy.
Grazie a un contatto di Billy nell'FBI, Tito Garcia è arrestato dalla polizia messicana e pronto per essere estradato negli Stati Uniti. Marisol rivela a Tom di essere diventata l'amante di Billy per poterlo controllare, rammentandogli che lui più di tutti ha bisogno che diventi il prossimo sindaco, affinché nessuno interferisca con i suoi affari. Billy e Patty sono in disaccordo sulla faccenda del patteggiamento di Julio, con il primo contrario e la seconda invece favorevole. Julio è d'accordo con Billy, non volendo dichiararsi colpevole di un crimine non commesso e rovinare la propria fedina penale. In un colloquio riservato, Julio riferisce a Patty di non essersi sbarazzato della pistola nell'oceano, bensì di averla data alla fidanzata Luz che la tiene nascosta. Tom avvicina Brittany a una seduta degli alcolisti anonimi. I poliziotti messicani che hanno arrestato Tito sono in realtà uomini del cartello. Il povero Garcia finisce nelle grinfie del "chirurgo" del clan che gli asporta la gamba.

## Alo
- Titolo originale: Alo
- Diretto da: Dennie Gordon
- Scritto da: Noelle Valdivia & Tony Saltzman

### Trama
Diciotto mesi prima. Tom chiude l'accordo con Gabriel Ortega. Il boss gli mostra il suo secondo lavoro di chirurgo, da lui definito "attività di famiglia", dove alle vittime del cartello vengono amputati gli arti che poi sono "riciclati" su bambole vendute all'ingrosso.
Presente. Il giudice Wallace convoca l'udienza per l'esclusione delle prove. Billy punta a dimostrare che la pistola trovata addosso a Julio, appartenente a suo fratello Pedro, è diversa da quella usata per uccidere Pena e Friedman. Billy riceve un pacco contenente la testa mozzata di Tito Garcia. Precipitatosi in centrale a denunciare il fatto, Billy è aggredito dall'ormai palesamente insofferente Keith che lo sbatte in cella per qualche ora. Tom prova a conoscere meglio Brittany, fingendosi sorpreso quando lei racconta di lavorare per Billy McBride. Convocato da Ortega, Tom subisce la reprimenda del boss che vuole rassicurazioni circa il fatto che Marisol diventerà il nuovo sindaco, puntando a controllare il porto di Los Angeles per estendere il proprio business. Rientrato in città intimorito per le minacce di Ortega, Tom se la prende con Danny perché non ha ancora affrontato la questione McBride.
Wallace ammette la pistola e il video come prove del processo, una cattiva notizia per Billy che adesso dovrà trovare nuove prove per riuscire a scagionare Julio. Billy invita Marisol a una cena esclusiva nel bar di Oscar, per l'occasione aperto soltanto per loro due. Nel dopocena però, quando inizia a interrogarla sul clan La Mano, Marisol si innervosisce e per tutta risposta Billy se ne va. Denise apprezza la relazione di suo padre con Marisol, invitandolo a non farsela scappare con le sue solite stupidaggini. JT ha scoperto che Tito Garcia era un informatore di Keith. Billy si presenta a casa del detective, invitandolo a collaborare per evitare una brutta fine per entrambi.

## Chi è Gabriel
- Titolo originale: Who's Gabriel
- Diretto da: Dennie Gordon
- Scritto da: Tony Saltzman

### Trama
Passato. In Messico una bambina, rimasta orfana dei genitori, venne adottata dalla famiglia benestante di un amichetto. I due crebbero felici, fino a quando la bambina non decise di partire per gli Stati Uniti. L'amichetto la salutò a malincuore, lasciandole un giocattolo a forma di pappagallo di nome Alo come ricordo della loro amicizia.
Presente. Billy convince Keith a incontrare Rashad per riferire ciò che sa a proposito dei delitti Pena e Friedman. Barattando le sue informazioni con il programma protezione testimoni e l'immunità, il detective rivela che a uccidere i due ragazzi non è stato Julio, bensì il suo informatore Tito Garcia. Denise inizia a lavorare come receptionist nel comitato elettorale di Marisol. Il primo giorno le si presenta Miguel Torres, il quale indossa una protesi a uncino al posto della mano e dichiara di essere membro dell'associazione degli invalidi di guerra. Marisol evita di farlo entrare, chiedendogli di prendere appuntamento. Questo perché in realtà Miguel è il braccio destro di Ortega. Tom decide di mostrare a Brittany il lato oscuro della sua psiche, rivelandole che a dodici anni sua sorella perse una gamba e diventò molto geloso del rapporto che si venne a instaurare tra lei e la madre. La pazzia di Tom è arrivata al punto dall'allestire un vero e proprio set in casa sua, dove rivive il momento della colazione in cui la madre toglieva la protesi alla sorella per medicare la gamba amputata.
Alla luce delle dichiarazioni di Keith, Julio ottiene il passaggio al regime carcerario di protezione quale antipasto della libertà. Marisol può usare questa buona notizia come argomento nel dibattito contro il sindaco uscente Peter Anderson, dove afferma che la sua Los Angeles è esattamente quella in cui i ragazzi meno avvantaggiati come Julio hanno le stesse opportunità degli altri. Quando scopre che la morsa del clan si sta stringendo intorno a lei, Marisol è costretta a licenziare la sua assistente Elena perché stava facendo troppe domande circa le strane telefonate ricevute ultimamente. Aprendo il vano portaoggetti della macchina di Marisol, si scopre che è proprio lei la bambina di cui si parlava nella storia messicana, poiché al suo interno si trova il giocattolo Alo. Tom ordina a Danny di andare a uccidere il suo amico Keith, nel frattempo riparato con la famiglia in un luogo protetto. Usando la scusa dei sondaggi favorevoli, Marisol propone a Billy una breve fuga romantica. Il suo intento è condurre Billy a Rosarito, dove risiede Ortega.

## Due Cenerentole
- Titolo originale: Two Cinderellas
- Diretto da: Lawrence Trilling
- Scritto da: Noelle Valdivia

### Trama
Quattordici anni prima. JT lavorava presso lo studio Cooperman McBride. Dopo aver perso la causa di Jesus Flores, condannato a morte per iniezione letale in un processo il cui giudice era Martha Wallace, JT decise di abbandonare la professione e vivere in isolamento dal resto del mondo.
Presente. Billy e Marisol sono ospiti nella tenuta di Ortega a Rosarito, dove si tiene la Quinceañera di due ragazze. Ortega prende in disparte Marisol per chiederle fino a che punto intende spingersi con Billy, promettendole che quando lo dovranno eliminare nessuno riuscirà a risalire a loro. Marisol dà segno di essere infastidita dalle parole di Ortega, soprattutto perché costui insiste nel presentarsi come suo fratello e chiamarla con il suo vero nome, Claudia. Danny comunica a Keith che è stato incaricato di ucciderlo. Per semplificargli il compito, Keith lascia la sua famiglia e si reca con l'amico in un posto isolato. Danny però non ha il coraggio di sparargli, lasciandolo andare. Tuttavia, quando rientra nel rifugio, Keith trova la moglie e i figli privi di sensi a letto. Alle sue spalle sbuca Miguel, il quale lo avvelena con la stessa sostanza, portando così a termine lo sterminio della famiglia.
JT è contattato da Angel, uno dei suoi informatori, ricevendo l'avvertimento che qualcosa di terribile sta per accadere a Julio. Patty e lo stesso JT provano disperatamente a mettersi in contatto con Billy, però la sicurezza di Rosarito non gli passa le telefonate. Patty si precipita in prigione, dove purtroppo non fa in tempo a salvare Julio, impiccato da una guardia che lo aveva rinchiuso nella stanza ricreativa e costretto a scrivere sulla lavagna una confessione dei delitti commessi, affinché il suo risultasse un suicidio. JT incontra il giudice Wallace, la quale lascia intendere di essere a conoscenza di quanto è accaduto in carcere, ma di non volersi muovere fino a quando nessuna segnalazione arriverà sulla sua scrivania. Il mattino seguente Billy riesce finalmente a parlare con Patty. Terminata la telefonata, Billy si incammina lentamente verso l'uscita della tenuta, osservato a distanza da Marisol.

## Diablo Verde
- Titolo originale: Diablo Verde
- Diretto da: Lawrence Trilling
- Scritto da: Jennifer Ames & Steve Turner

### Trama
Billy si risveglia in una casa abitata da perfetti sconosciuti e piantonata all'esterno dagli uomini del cartello. Il leader del gruppo è Cleft Cin, un tipo burbero che sembra impaziente di volersi liberare di Billy. Quindi ci sono l'accanito pokerista Mickey, lo stralunato spaccone Willie e la giovane dark Jennifer. A condividere la prigionia con Billy c'è Janet, una donna asiatica che con grande fatica prova a fargli capire come ha fatto a cacciarsi in questa situazione, farfugliando che è stato raccattato mentre era svenuto a terra per l'alcol. Consapevole che se non fa nulla rischia grosso, Billy architetta con Janet un piano per sfuggire ai loro aguzzini, precipitandosi al centro del paese, dove è in corso l'annuale parata del Diablo Verde. Dopo aver affidato Janet a due ragazzi per condurla in salvo, Billy fugge lungo la ferrovia. Dalla parte opposta Mickey e Willie iniziano a sparare contro Billy fino a quando, convinti di averlo colpito, lo abbandonano al suo destino.
24 ore prima. Patty è finita a letto con Jeff Clayton, ma il suo obiettivo è impossessarsi delle prove sul caso Julio che l'agente dell'FBI tiene in casa sua. Marisol non risponde alle domande dei giornalisti sulla morte di Julio, sapendo che potrebbe ritorcersi contro la campagna elettorale. Elena accusa l'ex datrice di lavoro di essere una persona falsa, avendo scoperto che quando stava in Messico si chiamava Claudia, però non risulta nessuno iscritto all'anagrafe con quel nome. Andata al parcheggio per recuperare la macchina, Elena è aggredita da Miguel che le intima di sparire dalla circolazione, smettendola di fare troppe domande. Danny si precipita al club fitness per recuperare le ultime cose prima di fuggire, quando è raggiunto da Miguel che con l'uncino gli stacca l'orecchio. Scappato sul tetto dell'edificio dove non ci sono vie di fuga, Danny sceglie di suicidarsi, lasciandosi cadere dal cornicione.
Denise continua a lasciare messaggi alla segreteria telefonica del padre, preoccupata per la lunga assenza e al tempo stesso arrabbiata per aver mandato a monte la storia con Marisol. A un certo punto, Patty telefona a Denise perché ha saputo che suo padre sta bene ed è riuscito a passare la frontiera con il Messico, nascosto dentro il bagagliaio della macchina di un corriere.

## A bocca chiusa
- Titolo originale: Tongue Tied
- Diretto da: Dennie Gordon
- Scritto da: Marisa Wegrzyn

### Trama
Marisol è eletta sindaco di Los Angeles. Dopo aver assistito al suo discorso della vittoria, Billy inizia a lavorare per smantellare il network occulto dei La Mano. Come prima cosa lui e Patty incastrano Peter Oakland, galoppino di Tom, avvertendolo che presto il suo amico finirà in prigione per riciclaggio, essendo in grado di provare che Claudia Quintero (alias Marisol) era la firmataria di tutte le società illecite a loro collegate. Dopo che Patty le ha telefonato per metterla in guardia sul conto di Tom, Brittany pone fine alla loro relazione. Alla luce di quanto è accaduto a suo padre, Denise non partecipa alla festa della vittoria di Marisol, sentendosi tradita da una persona verso cui nutriva fiducia e ammirazione.
Billy annuncia a Tom che sta per essere arrestato, ammonendolo che oltre al riciclaggio gli verrà contestato il concorso nell'omicidio di Julio Suarez. Billy gli rivela anche che Marisol e Gabriel sono fratelli, quindi entrambi hanno in comune l'essere stati traditi dal neosindaco. Sistemato Wyatt, Billy chiede a Elena di fornigli informazioni utili su Marisol. Oltre a confermare che il suo vero nome è Claudia, l'ex segretaria lo indirizza a Suor Maria Isabella, un'anziana suora in grado di aiutarlo. Infatti, Billy ricorda che quando si trovavano a Rosarito, la suora aveva reagito duramente alla vista di Marisol, rifilandole degli epiteti poco eleganti. Tuttavia, non appena giunge a Rosarito insieme a Patty, Billy apprende che la suora è scomparsa, la tenuta di Gabriel in realtà appartiene a un'altra coppia e il contadino della vigna non lo riconosce. Tom è arrestato dall'FBI. In realtà, non si tratta dei veri federali, bensì di uomini del cartello che lo conducono tra le grinfie di Gabriel. Costui gli amputa tutti gli arti e la lingua, togliendogli la parola per sempre. Billy aspetta Marisol all'uscita del palazzo comunale per scambiare qualche parola con lei. Dopo averle fatto ammettere che non lo ha mai amato, Billy le augura buona fortuna per il suo nuovo incarico, benché vivrà nel rimorso di aver fatto uccidere Julio.
Come accaduto al termine del caso Larson, Billy va in spiaggia a contemplare l'oceano. Stavolta non ha vinto in tribunale e neppure assicurato tutti i colpevoli alla giustizia. In compenso ha riguadagnato l'affetto della figlia Denise, presente al suo fianco.